# Cimetière Saint-Pierre (Marseille)
Pour les articles homonymes, voir Cimetière Saint-Pierre.
Avec ses 63 hectares, le cimetière de Saint-Pierre est le plus grand cimetière de la ville de Marseille. C'est la troisième nécropole de France après Pantin (130 hectares) et Thiais (106 hectares)

## Historique
Contrairement à l’époque grecque et romaine où les sépultures se trouvaient à l’extérieur des villes, les inhumations s’effectuent du Moyen Âge jusqu’au XVIIIe siècle dans des cimetières à l’intérieur des villes et même à l’intérieur des églises pour les ecclésiastiques et les nobles. Aux environs de 1770, l'offensive contre les inhumations urbaines commence, à Marseille comme ailleurs. En 1771, parait chez Mossy l’ouvrage du docteur Olivier, au titre explicite : « Sépultures des Anciens, où l’on démontre qu’elles étaient hors des villes, l’on donne les moyens de revenir à l’ancien usage et l’on expose les effets de la putréfaction sur l’air et sur nous ». Le but de l’auteur est clair : « En exposant au public les dangers dans les églises et les villes, j’ai voulu le prémunir contre ces abus que la coutume, le préjugé et la vanité soutiennent ».
Une ordonnance royale du 10 mars 1776 interdit d’inhumer dans les églises ; elle prévoit que les cimetières devenus insuffisants soient agrandis et que ceux placés dans l’enceinte des habitations soient portés, autant que les circonstances le permettent, en dehors de l’enceinte des villes. Cette ordonnance qui supprime le choix du lieu de sépulture dans une église en imposant le cimetière ne fait qu'accélérer une évolution en cours.
Pour satisfaire cette nouvelle réglementation, la ville de Marseille achète du 9 octobre 1819 au 16 décembre 1820 plusieurs terrains d'une superficie totale de 87 730 m2 pour y créer le cimetière qui prendra le nom de Saint Charles, celui du quartier. C’est alors le seul lieu de sépulture reconnu, les autres, situés près des églises étant simplement tolérés. Mais ce cimetière est très vite condamné car il ne peut plus s’étendre. Il est en effet contourné par la nouvelle voie ferrée et se trouve très vite à l’intérieur de la ville du fait de l’urbanisation qui se développe au XIXe siècle. Un nouveau cimetière, celui de Saint-Pierre, est donc créé en 1855 à partir des jardins de plusieurs bastides et aménagé par Sixte Rey. Il est béni le 25 septembre 1855. Celui de Saint-Charles est définitivement fermé par décision municipale du 24 mai 1876, confirmée par arrêté préfectoral du 15 juin 1876. Les terrains de cet ancien cimetière Saint-Charles serviront notamment à l’implantation de la nouvelle faculté des Sciences.
Malgré une opposition des habitants du quartier qui protestaient contre l’insalubrité qui résulterait de la présence du cimetière, la déclaration d’utilité publique est prononcée par décret impérial du 7 avril 1855 et les premières inhumations se font en janvier 1856. Le transfert des dépouilles mortuaires de l’ancien cimetière Saint-Charles a lieu de 1856 à 1863 et le préfet Maupas prend un arrêté y interdisant les inhumations le 10 décembre 1863. L’inauguration officielle du cimetière Saint-Pierre est effectuée le 30 décembre 1863 par le préfet Maupas et le maire de Marseille Rouvière.

## Personnalités enterrées au cimetière Saint-Pierre

### Artistes
- Auguste Aiguier (1814-1865), peintre
- Alibert (1889-1951), acteur
- Pierre Ambrogiani (1906-1985), peintre
- Antonin Artaud (1896-1948), dramaturge
- Louis Astruc (1857-1904), dramaturge
- Pierre Baubet Gony (1934-1997), compositeur concertiste, professeur de piano
- Valère Bernard (1860-1936), peintre
- Charles Camoin (1879-1965), peintre
- Henri Christiné (1867-1941), compositeur d'opérettes
- Joseph Colla (1841-1914), peintre
- Gaby Deslys (1881-1920), chanteuse du début du XXe siècle
- Louis Ducreux (1911-1992), cinéaste
- Antoine Ferrari (1910-1995), peintre
- Ange Flégier (1846-1927), compositeur et peintre
- Antoine Gianelli (1896-1983), peintre
- Paul Gondard (1884-1953), sculpteur
- Jean-Vital Jammes dit Ismaël (1825-1893) baryton au Grand Théâtre de Marseille
et sa femme Marie Ismaël-Garcin, Chanteuse légère (carré 17 Est - 4e rang - no 28)
- Daniel Lévi (1961-2022), chanteur
- Francis Linel (1928-2022), acteur et chanteur
- Émile Loubon (1809-1863), peintre
- Milly Mathis (1901-1965), actrice
- Adolphe Joseph Thomas Monticelli (1824-1886), peintre
- Alphonse Moutte (1840-1913), peintre
- Léo Nègre (1906-1998), chansonnier
- Jean Panisse (1928-2021), acteur
- Dominique Piazza (1860-1941), illustrateur
- Raphael Ponson (1835-1904), artiste peintre
- Rellys (1905-1991), acteur
- Ernest Reyer (1823-1909), compositeur
- Edmond Rostand (1868-1918), dramaturge, auteur de Cyrano de Bergerac
- Alida Rouffe (1874-1949), actrice
- Louis Rouffe (1849-1885), mime
- André Roussin (1911-1987), dramaturge
- Constant Roux (1869-1942), sculpteur
- Antoine Sartorio (1885-1988), sculpteur
- René Sarvil (1901-1975), acteur
- Vincent Scotto (1874-1952), compositeur d'opérettes
- Gabriel Signoret (1878-1937), acteur
- Berthe Sylva (1885-1941), chanteuse du début du XXe siècle
- Andrée Turcy (1891-1974), actrice
- Henri Verneuil (1920-2002), cinéaste
- Élie-Jean Vézien (1890-1982), sculpteur
- Auguste Vimar (1851-1916), illustrateur

### Industriels et hommes d'affaires
- Pascal Coste (1787-1879), architecte
- Gustave Desplaces (1820-1869), ingénieur
- Louis Noilly et Claudius Prat, qui créèrent le Noilly Prat
- Nicolas Paquet (1831-1909), armateur
- Michel-Robert Penchaud (1772-1833), architecte
- Gaétan Picon (1809-1882), qui créa l'apéritif Picon
- Marcel Pillard (1895-1985), ingénieur aéronautique
- Jules Charles-Roux (1841-1918), industriel et mécène
- Jacques Faggianelli (1949-2019), industrie pharmaceutique et artiste
- Jacques Saadé (1937-2018), homme d'affaires, fondateur de CMA CGM
- Lazare Digonnet (1864-1944) qui créa la Société des Thés de l'Eléphant

### Personnalités politiques et militaires
- Didier Daurat (1891-1969) pionnier de l'aviation. Enterré, à sa demande, sur l'aéroport de Toulouse-Montaudran puis sa tombe est détruite en février 2007 et son corps déplacé dans le caveau familial (carré 19 Ouest - no 17).
- Charles Armand Septime de Faÿ de La Tour-Maubourg (1801-1845), diplomate et parlementaire
- Claude-Marius Vaïsse (1799-1864), préfet du Rhône, sénateur, député, ministre de l'Intérieur pendant quelques mois
- Alphonse Esquiros (1812-1876), poète et homme politique
- Joseph Thierry (1857-1918), homme politique
- Albert Littolff (1911-1943), aviateur de l'armée de l'air
- Robert Rossi (1913-1944), polytechnicien, colonel de l'armée de l'air, résistant.
- François Charles-Roux (1879-1961), diplomate
- Émile Muselier (1882-1965), vice-amiral et résistant
- Germaine Poinso-Chapuis (1901-1981), femme politique
- Gaston Defferre (1910-1986), ancien ministre de l'Intérieur, candidat à l'élection présidentielle de 1969 et maire de Marseille, époux d'Edmonde Charles-Roux
- Georges N'Guyen Van Loc dit "le chinois" (1933-2008), commissaire divisionnaire, l'un des créateurs du GIPN.
- Capitaine Jacques Elmaleh 1909-1943 résistant du réseau Gallia à Lyon et mort à la prison Montluc à Lyon Chevalier de la légion d'honneur, croix de guerre et médaille de la résistance

### Érudits, gens de lettres, scientifiques
- Antoine Clot dit Clot Bey (1793-1868), médecin et mécène du XIXe siècle
- Jacques de Morgan (1857-1924), explorateur
- Aimé Olivier de Sanderval (1840-1919), explorateur
- Joseph Héliodore Garcin de Tassy (1794-1878), orientaliste
- Antoine-Fortuné Marion (1846-1900), naturaliste
- Eugène Rostand (1843-1915), économiste, père du dramaturge Edmond Rostand
- Joseph Billioud (1888-1963), Archiviste-Paléographe de la ville - Concession perpétuelle (Registre no 3103) à l'est du carré 17, 2e rang no 49
- Edmonde Charles-Roux (1920-2016), femme de lettres, veuve de Gaston Defferre
- Roger Bremond (1918-2019), Chevalier de l'ordre national du mérite. Officier des palmes Académiques, Chevalier du mérite social, Président d'honneur du lycée Charles Péguy (Marseille)

### Sportifs
- Gunnar Andersson (1928-1969), footballeur
- Luc Borrelli (1965-1999), footballeur
- Jean Bouin (1888-1914), coureur de fond
- Gustave Ganay (1892-1926), coureur cycliste
- Raymond Grassi (1930-1953), boxeur
- Henri Rougier (1876-1956), coureur cycliste et automobile

### Ecclésiastiques
- Alexandre Chabanon (1873-1936), missionnaire et vicaire apostolique de Hué en Indochine
- Krikor Balakian (1877-1934), évêque de l'église apostolique arménienne[6]

### Autres
- Mala Kriegel (1912-1944), membre de la Résistance française
- Hamida Djandoubi (1949-1977), dernier condamné à mort exécuté en France[7]
- Tany Zampa (1933-1984), criminel franco-italien

## Tombes et sculptures remarquables
Dans ce cimetière, les monuments remarquables sont nombreux et variés, quelquefois décorés de belles sculptures. On y trouve tout ce que l’art architectural a pu produire de sévère et de gracieux, de triste et de consolant.

### Hémicycle et allée principale
Dans l’hémicycle situé devant la porte d’entrée principale ainsi que le long de la grande allée bordée de magnolias se trouvent de vastes tombeaux de la bourgeoisie marseillaise de la seconde moitié du XIXe siècle. Parmi les œuvres les plus remarquables de cette zone, il faut retenir deux magnifiques sculptures d'André-Joseph Allar : L'homme à la harpe  et Une pleureuse. Derrière cet hémicycle, un tombeau émouvant a été édifié à la mémoire d’un poilu de la Première Guerre mondiale, représenté grandeur nature dans son uniforme de soldat ; la signature du sculpteur Honoré qui a réalisé cette œuvre figure sur l'obus de droite.
Parmi les imposants tombeaux de l’allée principale, celui de Camille Olive, négociant en bois, est particulièrement remarquable ; il a été réalisé par Pascal Coste, éminent architecte du palais de la bourse. Ce somptueux mausolée, très différent des autres réalisations de l’architecte, constitue le seul édifice d’inspiration orientale qu’il ait construit dans sa ville natale. Coste a su intégrer à un monument explicitement catholique, des formes décoratives islamiques. Cet édifice se situe entre deux cultures et allie harmonieusement des styles différents, ce qui lui donne un aspect inattendu et fascinant. Une jolie frise constituée de croix alternant avec des têtes d’angelots sur le front desquels est posée une étoile, ceinture le monument. Ce tombeau est inscrit au titre des monuments historiques en 2014.
Dans cette allée principale, se trouve également le tombeau de Clot-Bey, médecin marseillais qui a effectué une grande partie de sa carrière en Égypte. Son tombeau, sorte de chapelle de style oriental, rappelle son séjour au Moyen-Orient et porte la devise « Inter infideles fidelis » soit « Fidèle parmi les infidèles ».

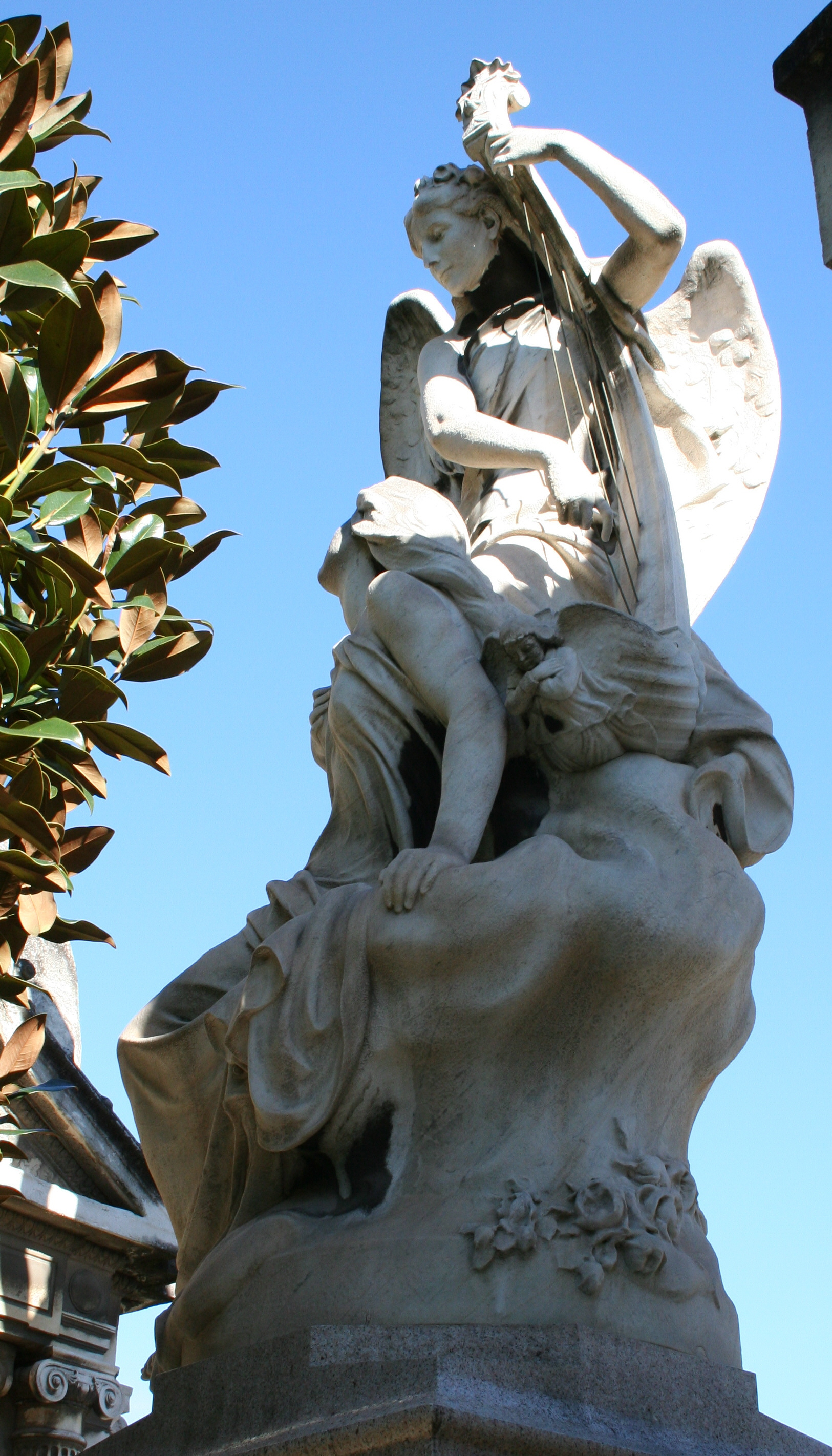
André-Joseph Allar L'homme à la harpe
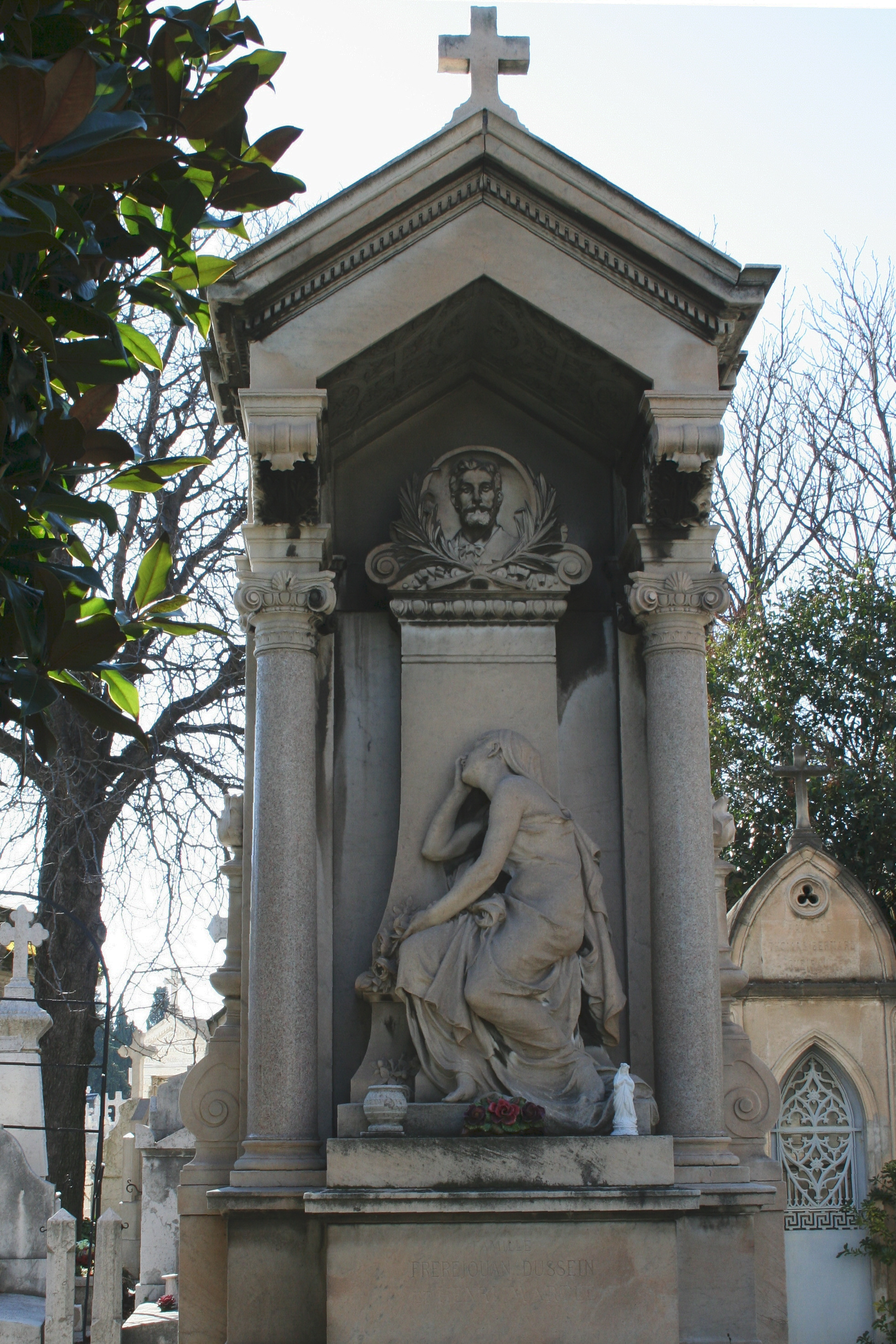
André-Joseph Allar Pleureuse
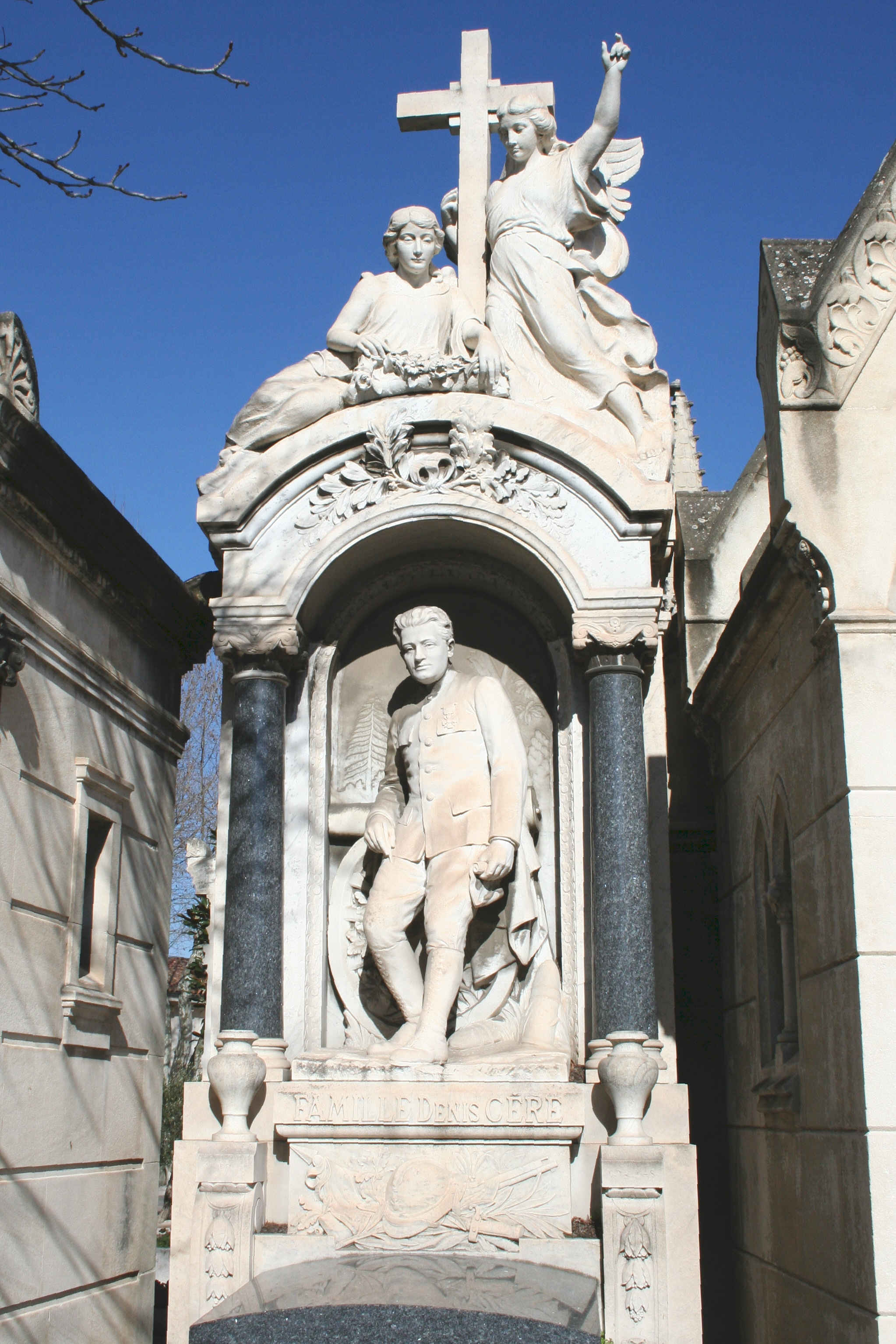
Soldat de la Première Guerre mondiale
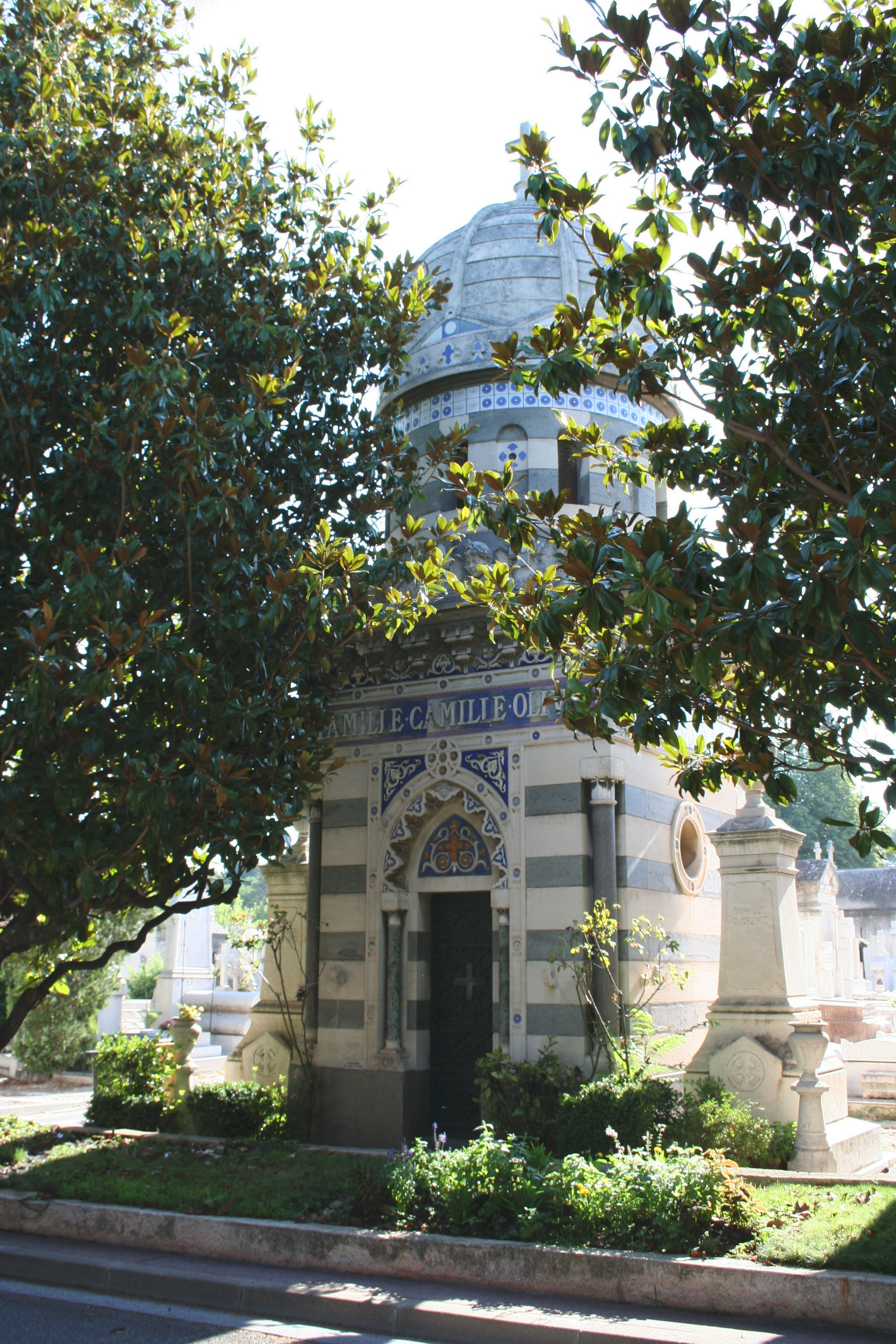
Tombeau de Camille Olive Architecte Pascal Coste
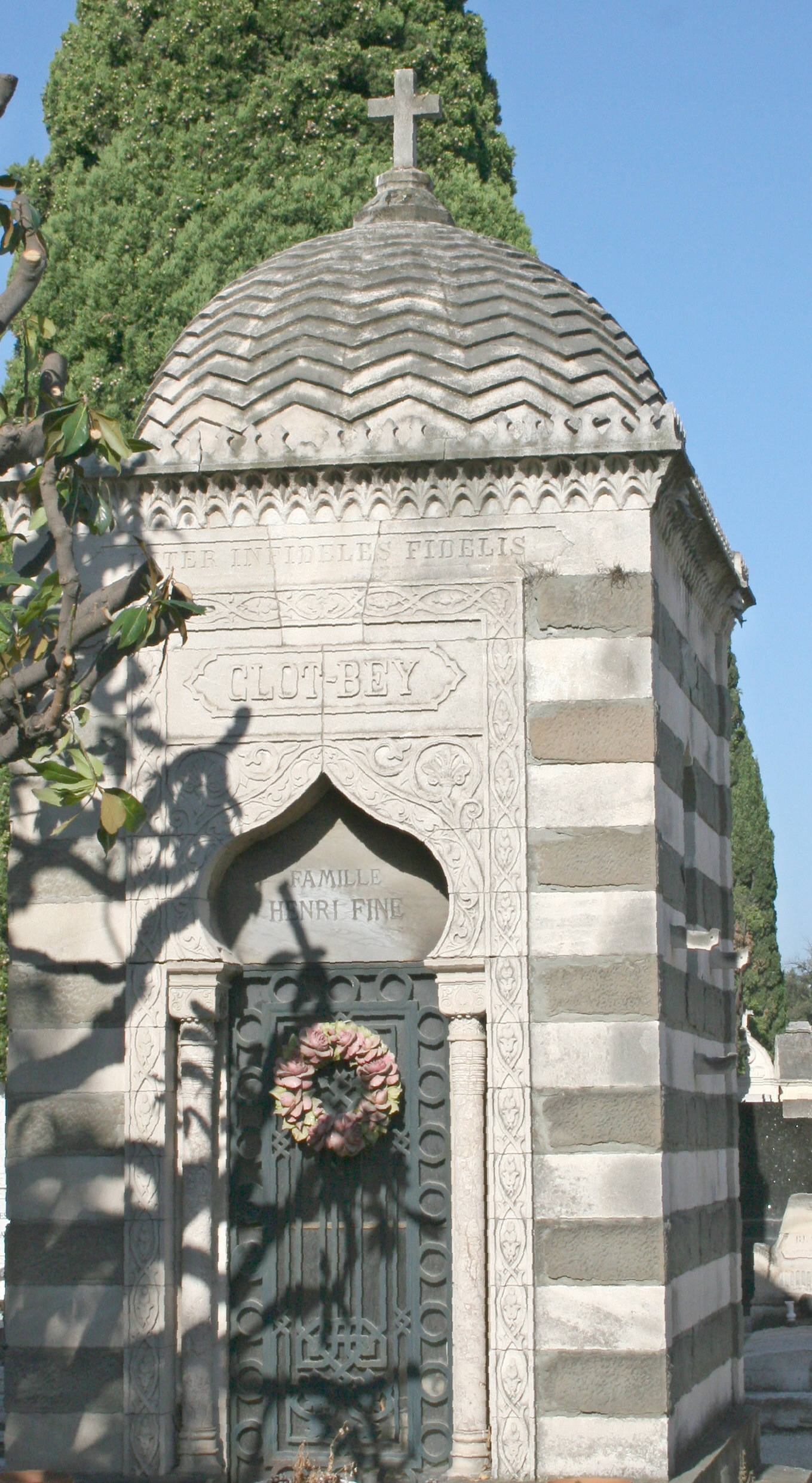
Tombeau de Clot-Bey

### Sud du cimetière
Un des plus beaux monuments du cimetière est celui de la famille Barbaroux qui représente la religion consolant la douleur. Ce groupe est un chef d’œuvre dû à Pierre Travaux, auteur des bas-reliefs des façades latérales du palais de justice de Marseille et des sculptures représentant l’isthme de Suez du bassin du parc du château Borély. C’est le dernier travail de cet artiste mort jeune et dans la gêne. Ce thème de la religion consolant la douleur est repris dans un bas-relief réalisé par R. Bagnasco.
La tombe du peintre Jules-Justin Claverie est également remarquable car elle est décorée d’une sculpture de Louis Botinelly représentant une jeune femme allongée tenant dans sa main droite une palette de peintre et dans sa main gauche une branche de laurier. Le buste du défunt est placé sur un piédestal. Aux environs, se trouvent un bronze de Henri-Édouard Lombard représentant La Charité protégeant l'Enfance et une splendide sculpture d'Auguste Carli représentant l'Envol.
Dans une pinède, se trouve la tombe de la chanteuse Gaby Deslys avec une colonne de marbre décorée par une guirlande de fleurs au-dessus de laquelle est placé un médaillon sculpté par Botinelly et la représentant de profil. À côté de cette tombe se trouvent deux statues de Carli.

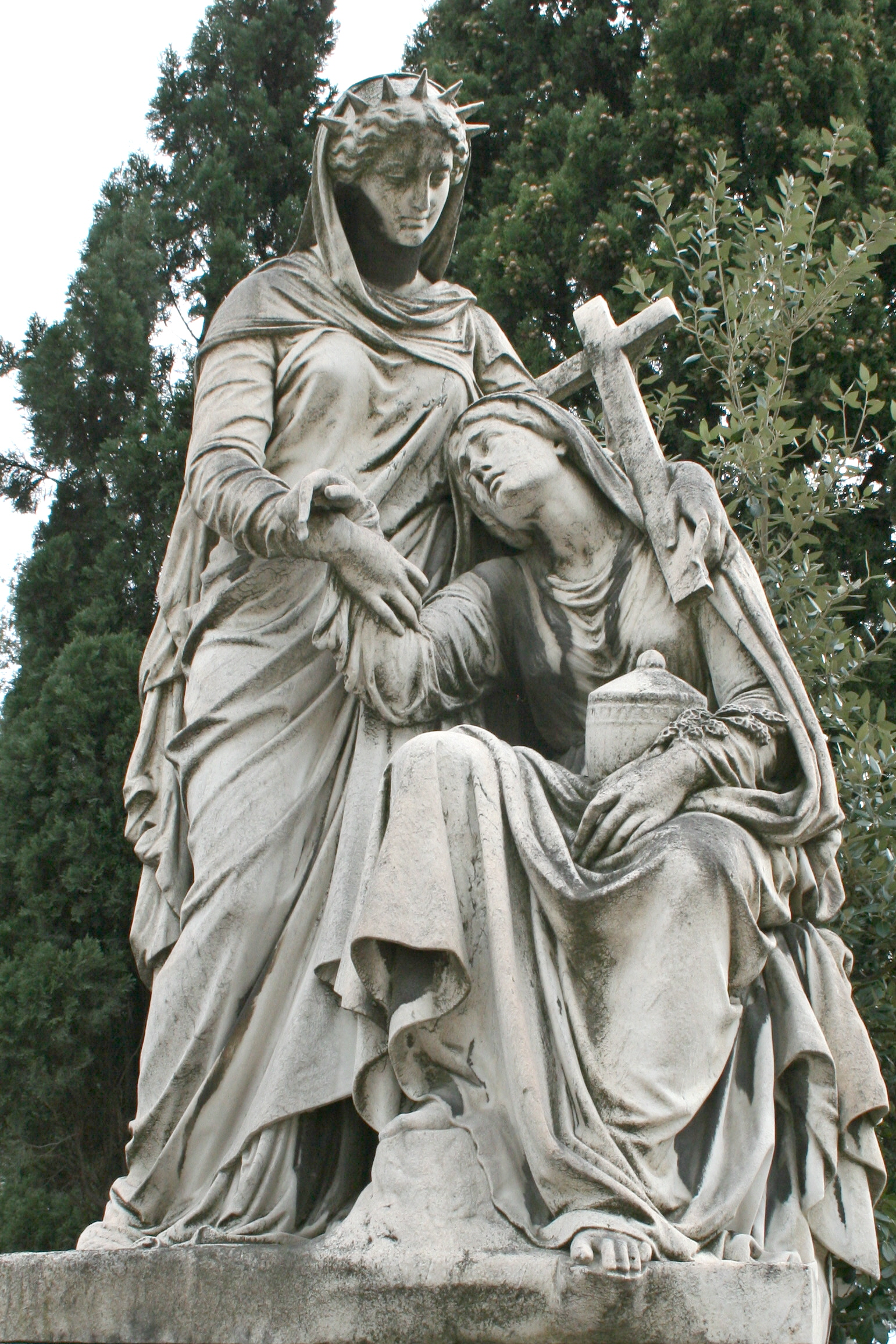
Religion consolant la douleur Sculpture de Pierre Travaux
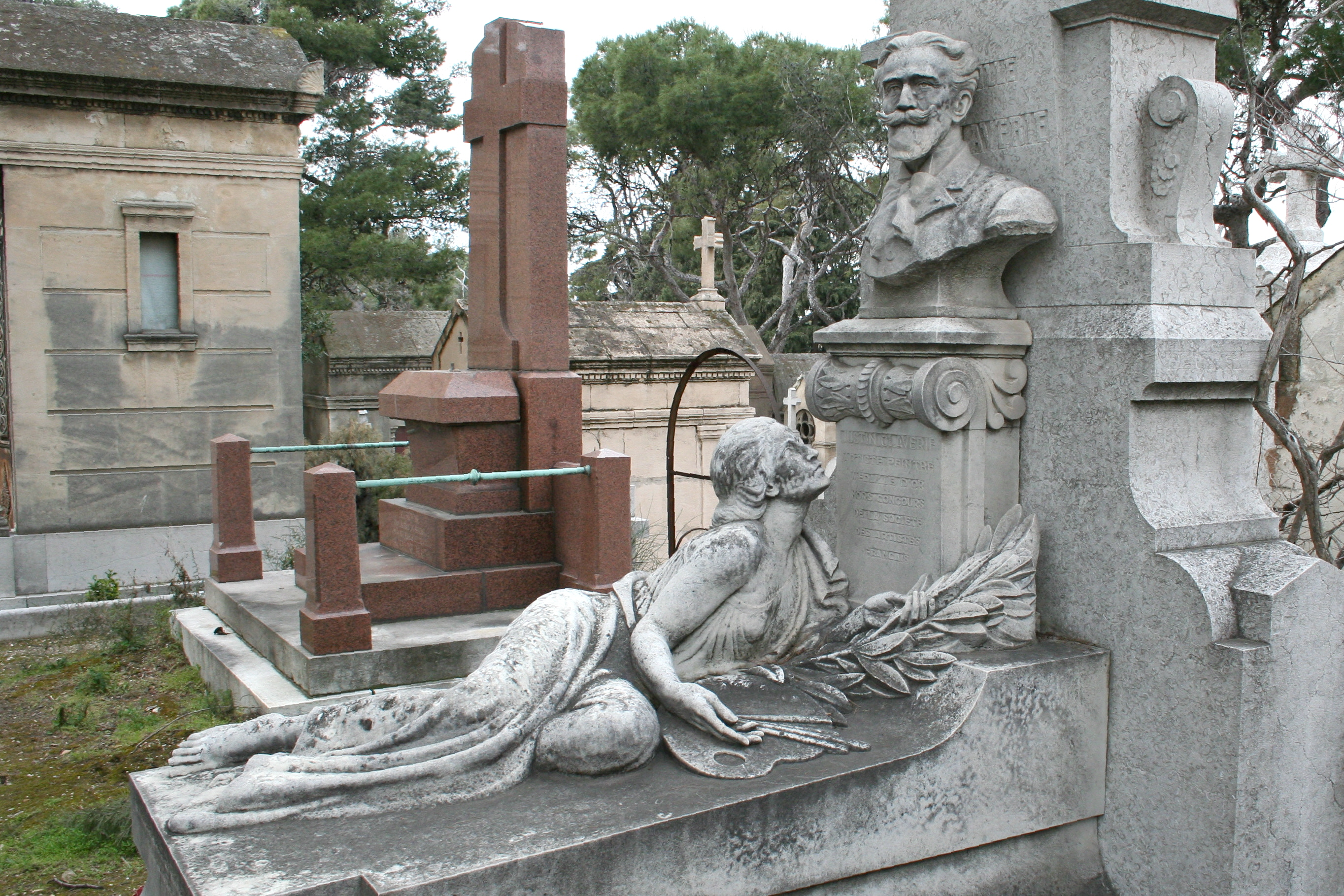
Tombe du peintre Claverie Sculpture de Botinelly
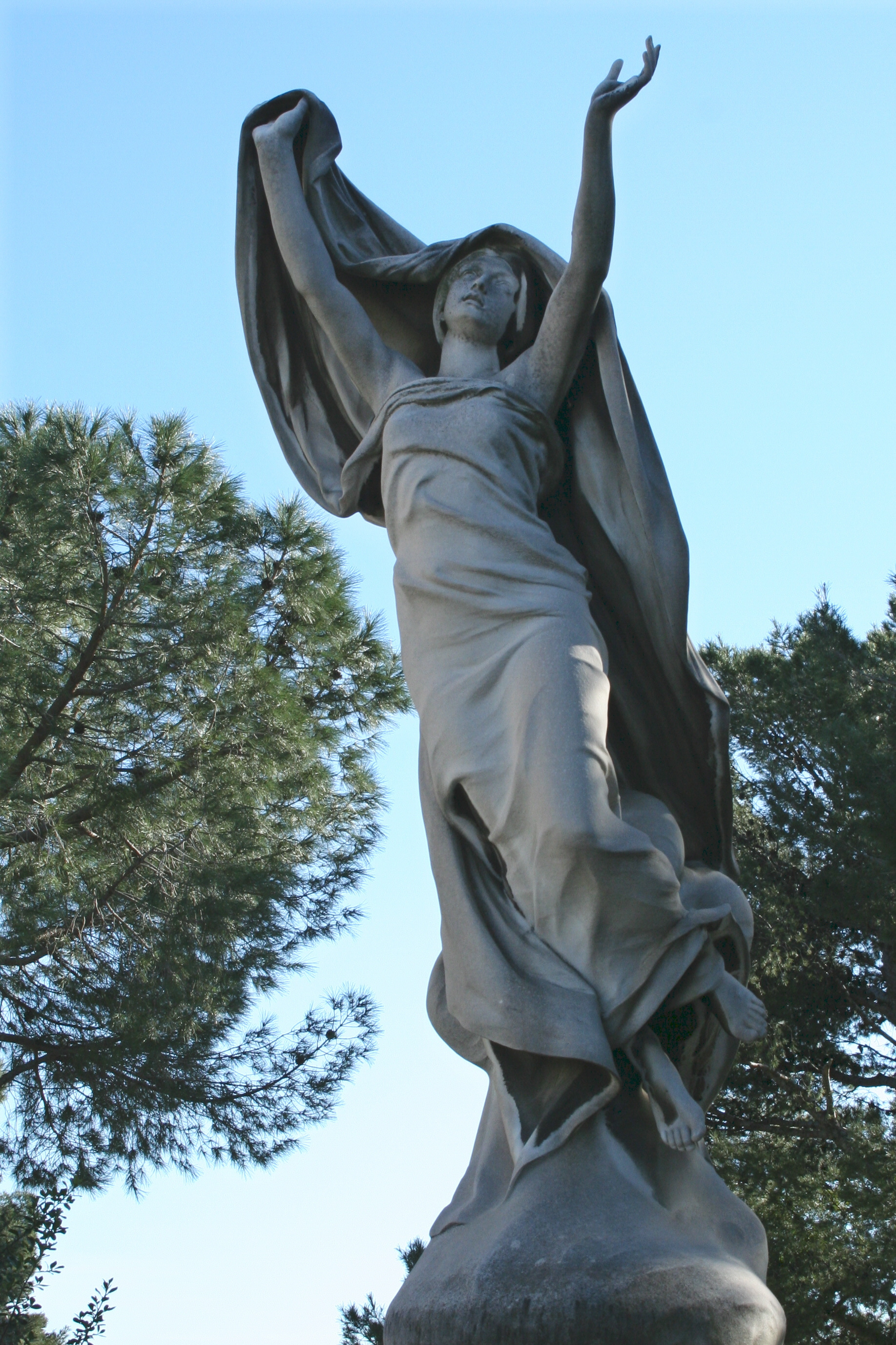
L'Envol sculpture de A. Carli
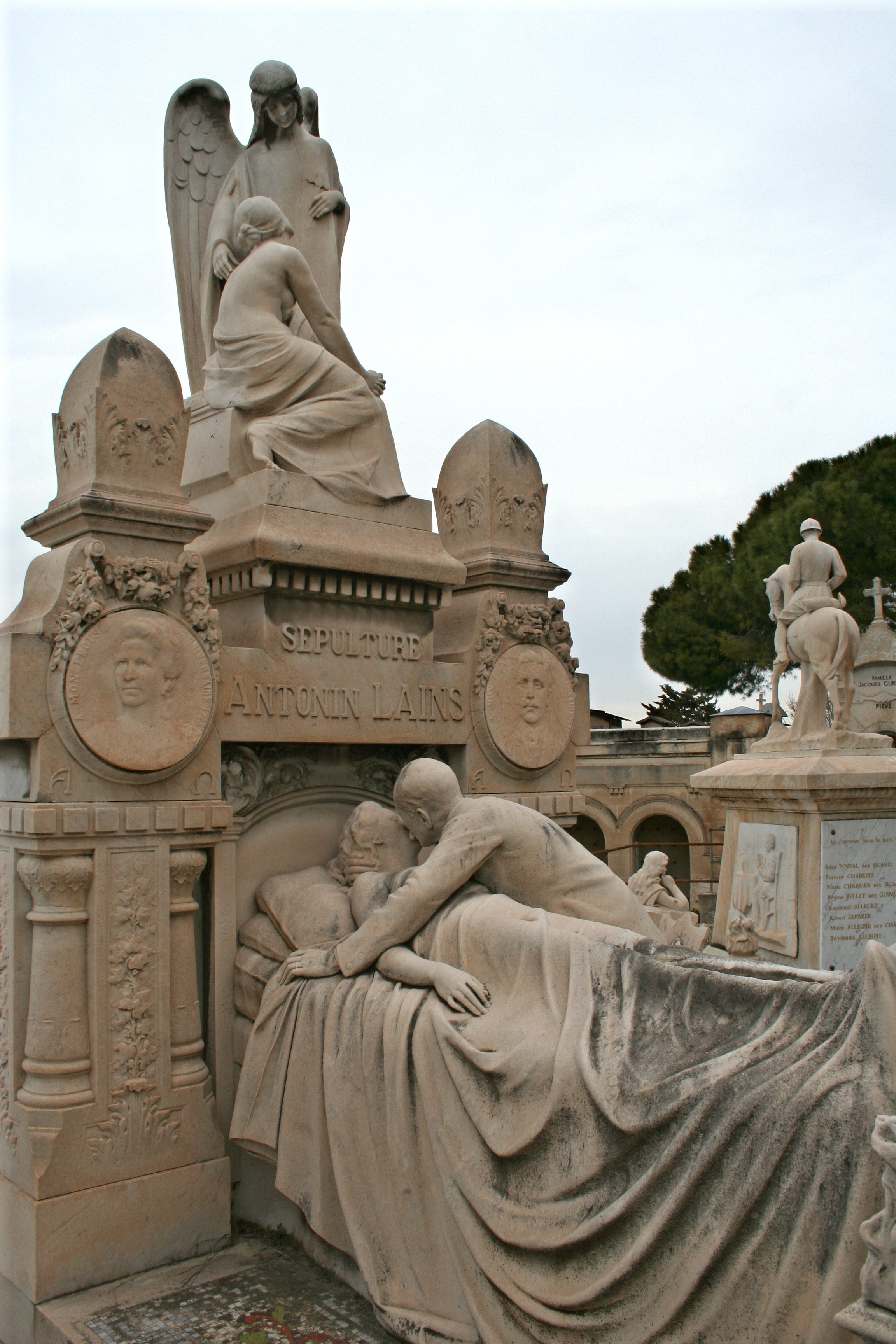
Le Dernier baiser
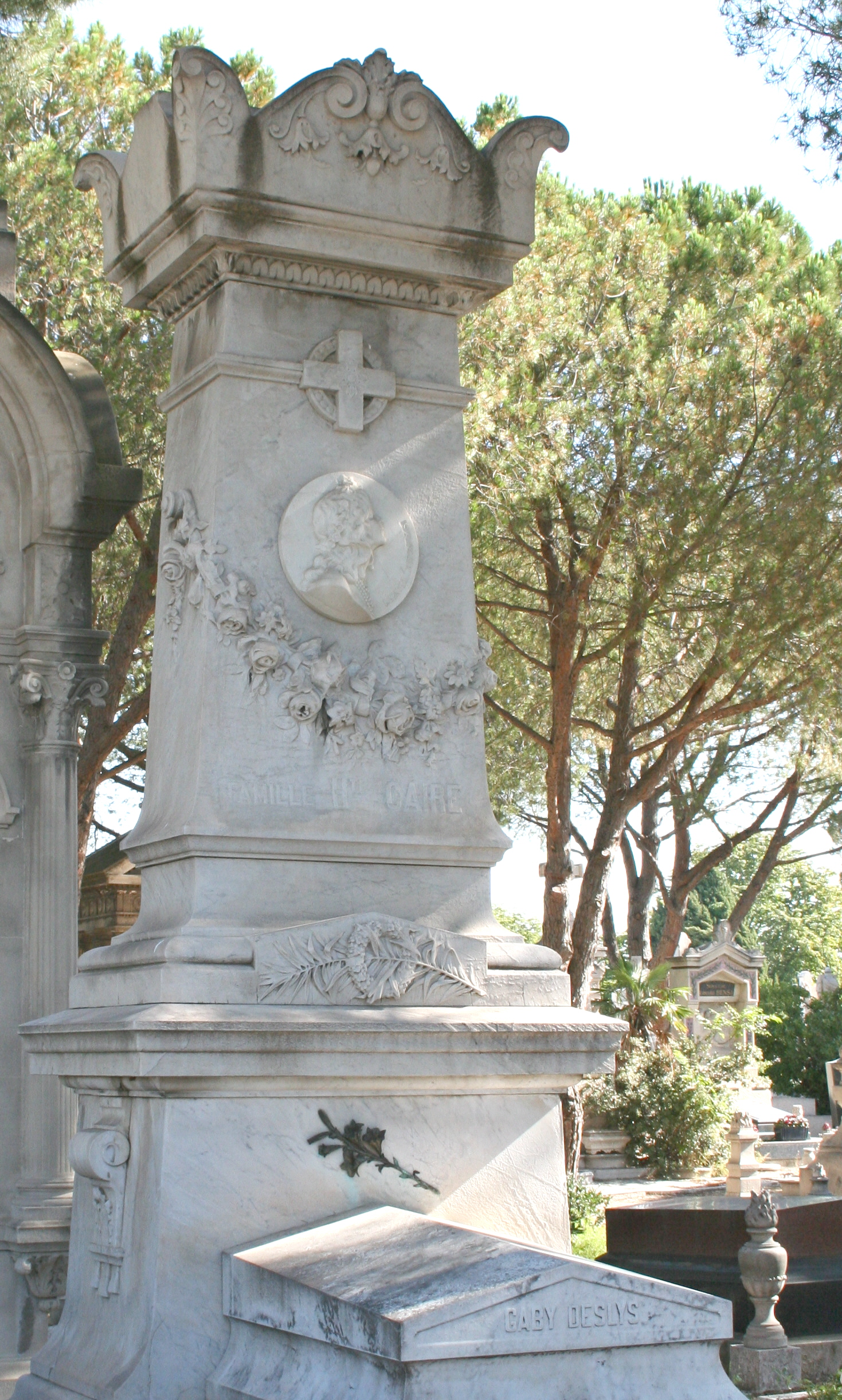
Tombe de Gaby Deslys

### Ouest du cimetière

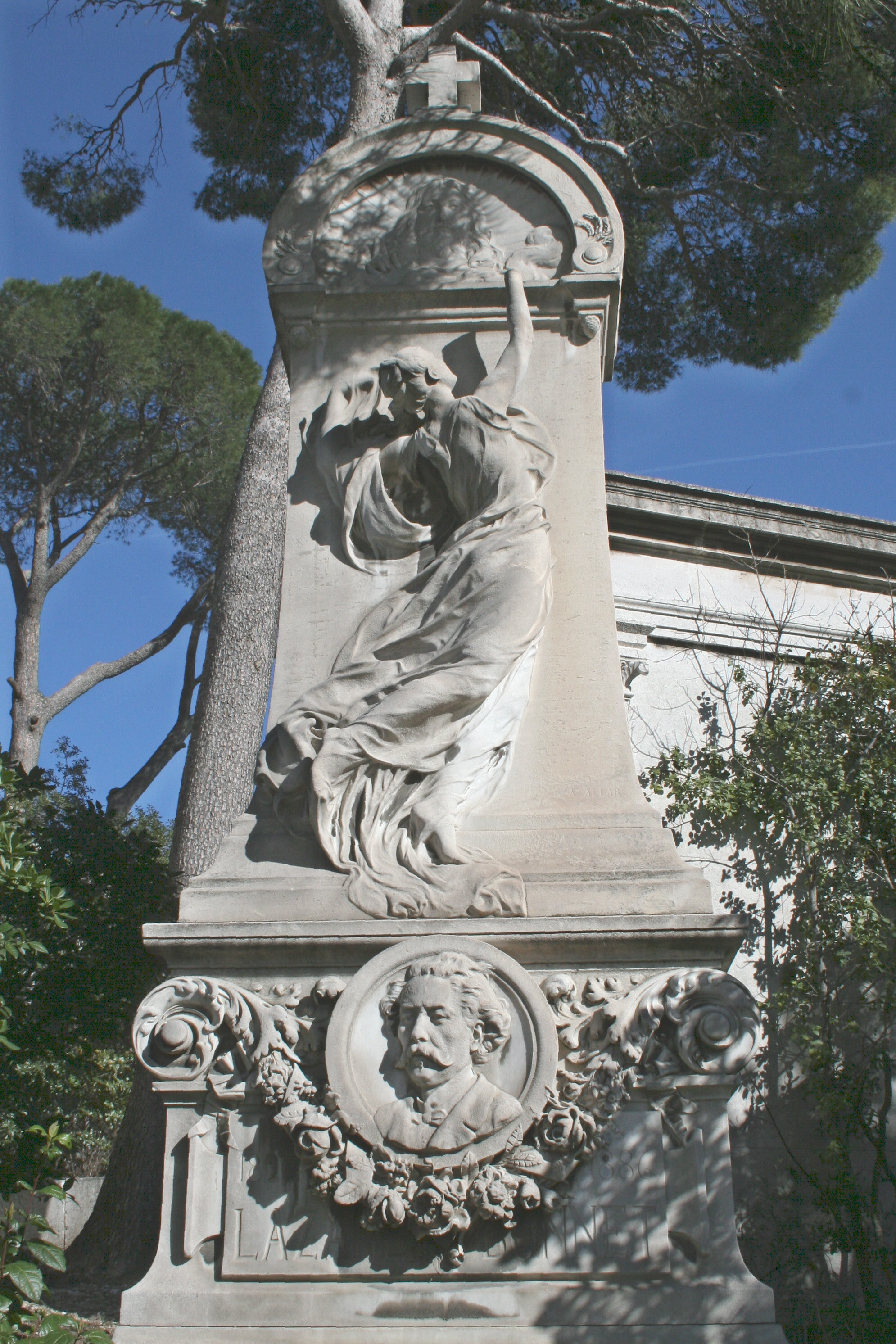
L'âme à Dieu.

La pinède du carré 6 constitue un véritable panthéon des gloires marseillaises du Second Empire et des débuts de la Troisième République. Au sommet de cette pinède se trouve le tombeau de l’écrivain et militant républicain Alphonse Esquiros (1814-1875) : c’est une colonne de marbre avec à son sommet un buste sculpté par Lucien Chauvet. Dans l'allée de ceinture de cette pinède, on peut admirer un magnifique haut-relief du sculpteur Allar représentant L'Âme à Dieu. À proximité se trouve la tombe du peintre Raphaël Ponson (1835-1904) avec un médaillon de son fils Édouard, mort prématurément avant son père, sculpté par Henri-Édouard Lombard.
La tombe du mime Louis Rouffe (1849-1885), père de l’actrice Alida Rouffe qui a joué dans plusieurs films de Marcel Pagnol, se présente sous la forme d’une très belle colonne de marbre sculptée avec au sommet, la tête du mime grimée en Pierrot et sur le fût un médaillon sculpté par Émile Aldebert le représentant de profil. À quelques mètres est située la sépulture de Jean-Baptiste Rolland dit Rolland de Kessang, explorateur à la fin du XIXe siècle de la presqu’île de Malacca. Il explora cette péninsule afin de fournir au commerce européen les dépouilles d’oiseaux aux riches coloris. Afin de rappeler cette activité, de nombreux oiseaux sont sculptés sur la colonne de marbre de son tombeau.
Le peintre Émile Loubon (1809-1863) est également enterré dans cette partie du cimetière. Sur la colonne surmontant sa tombe est placée une sculpture en bronze représentant une palette de peintre avec des pinceaux. Au sommet est placé un buste de l’artiste sculpté dans un bloc de marbre offert par Jules Cantini et réalisé par un de ses élèves Marius Guindon (1831-1918).

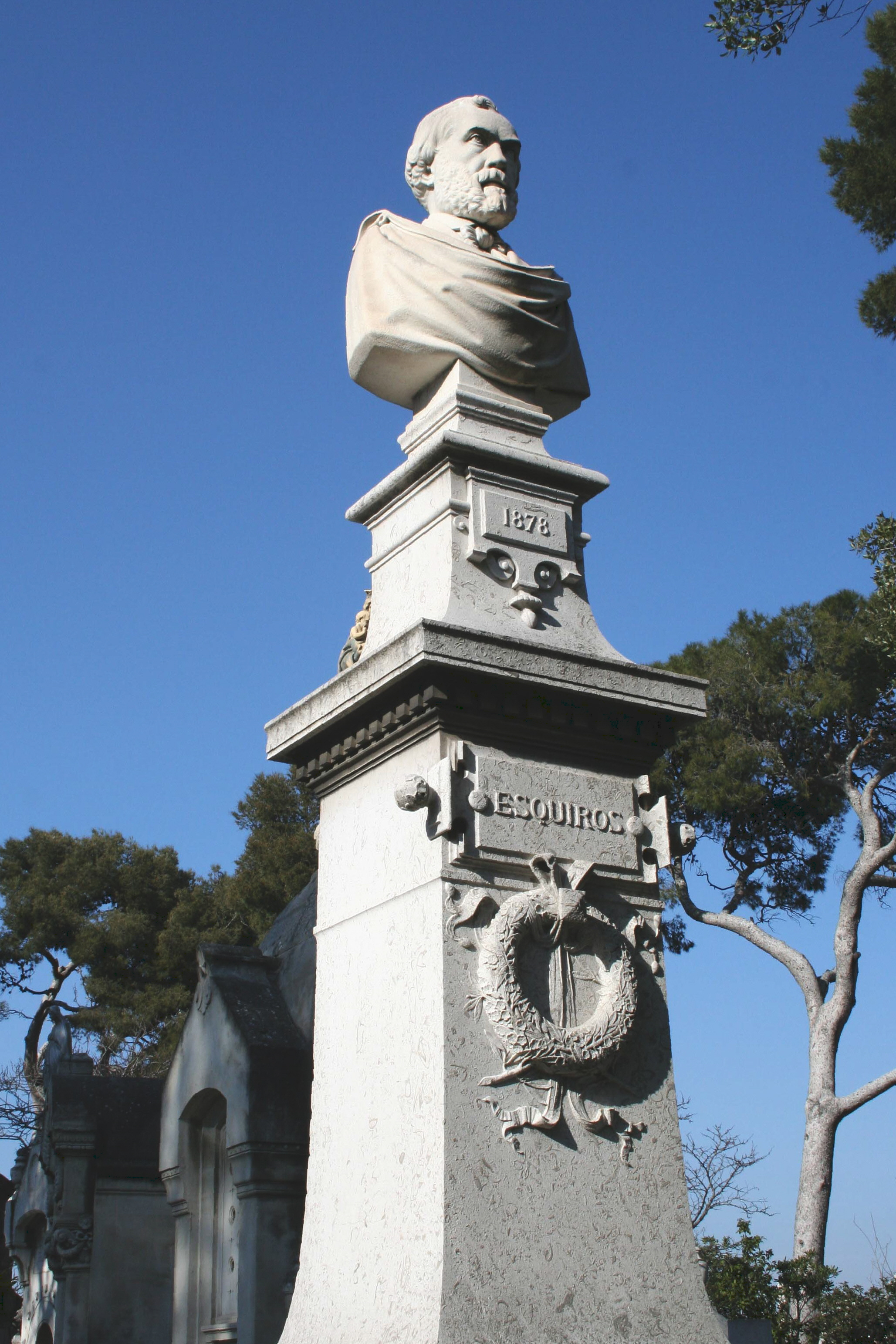
Tombe d'Alphonse Esquiros
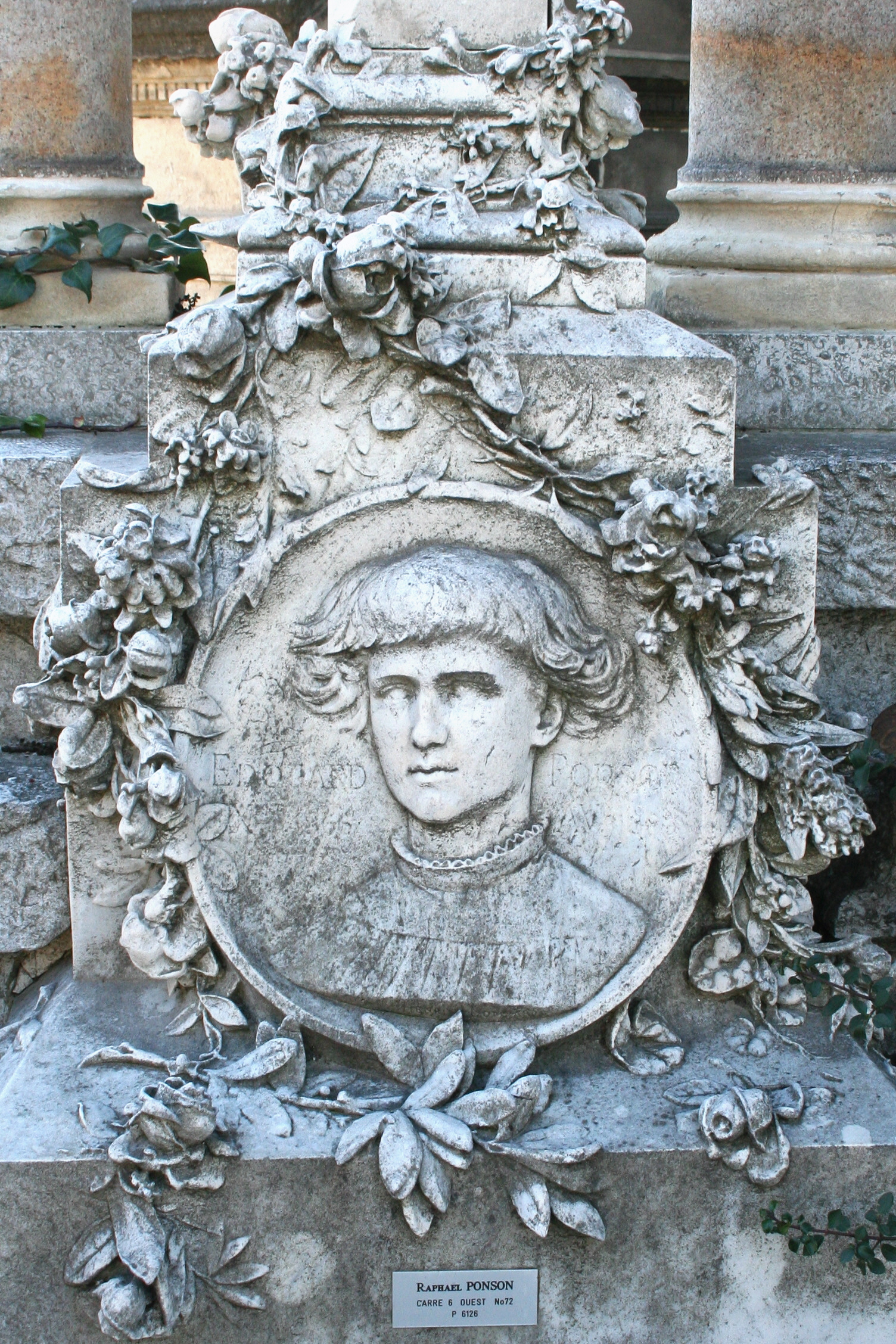
Raphaël Ponson Sculpture de H. Lombard
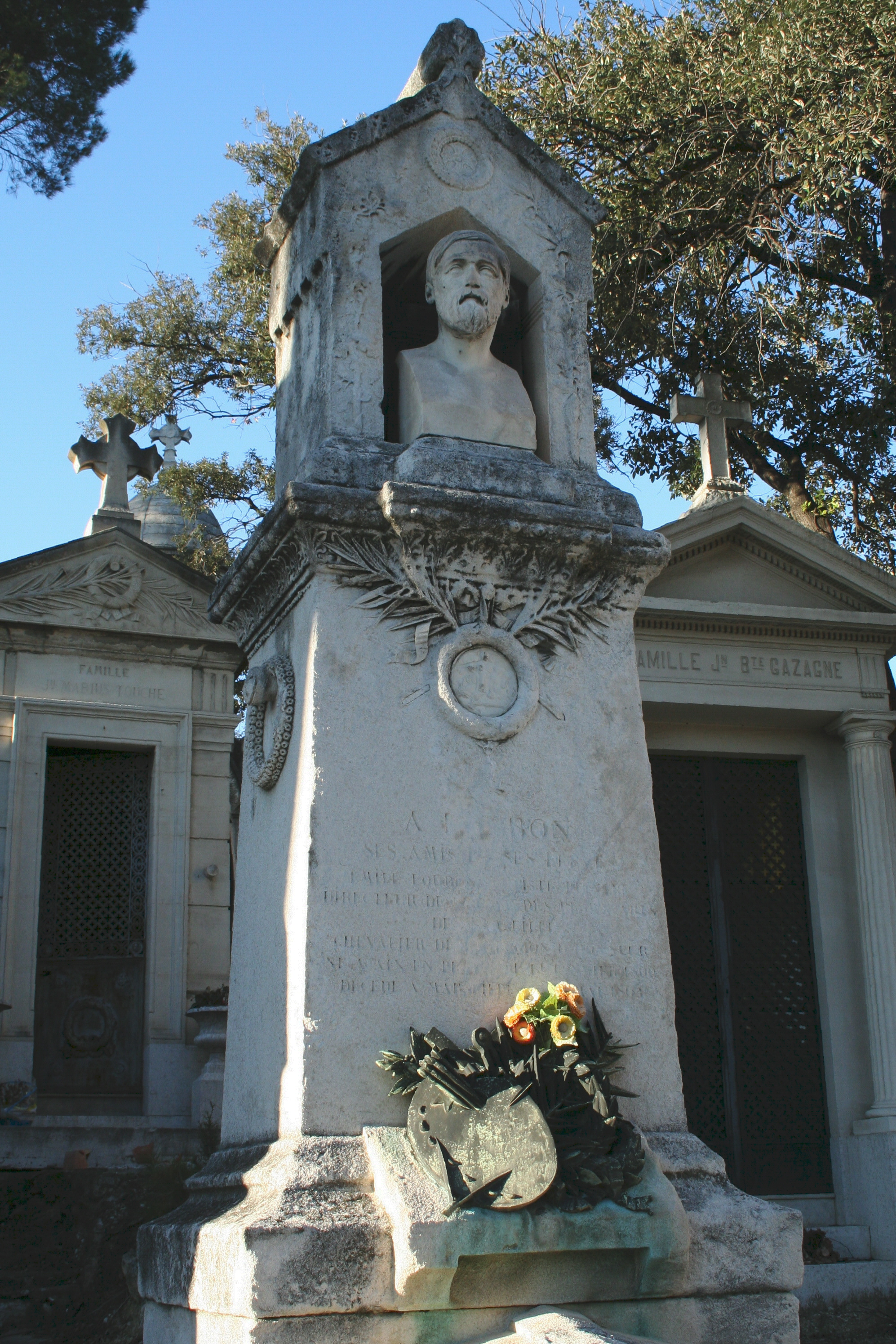
Émile Loubon Sculpture de Marius Guindon
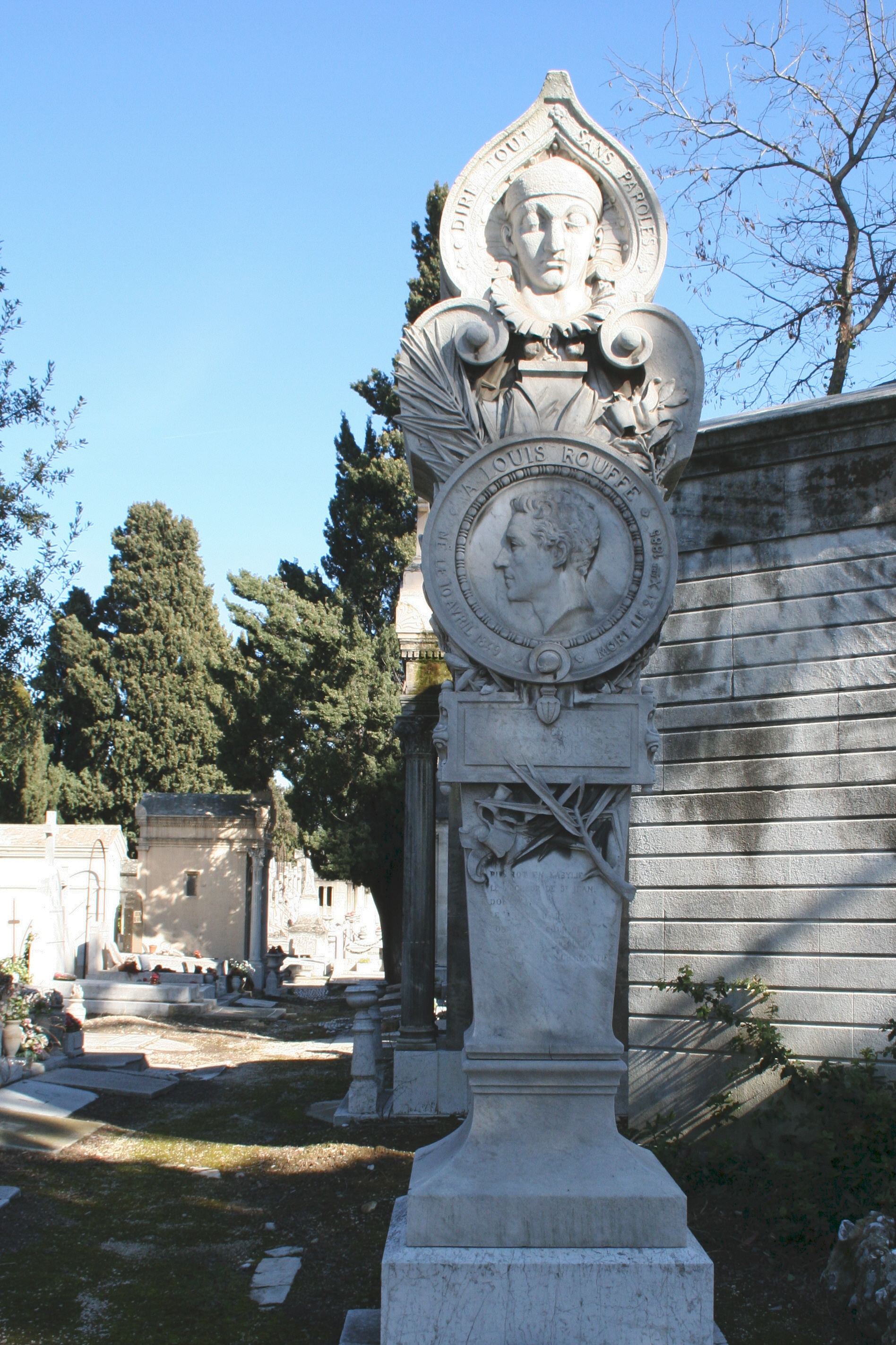
Tombe du mime Rouffe Médaillon sculpté par Aldebert
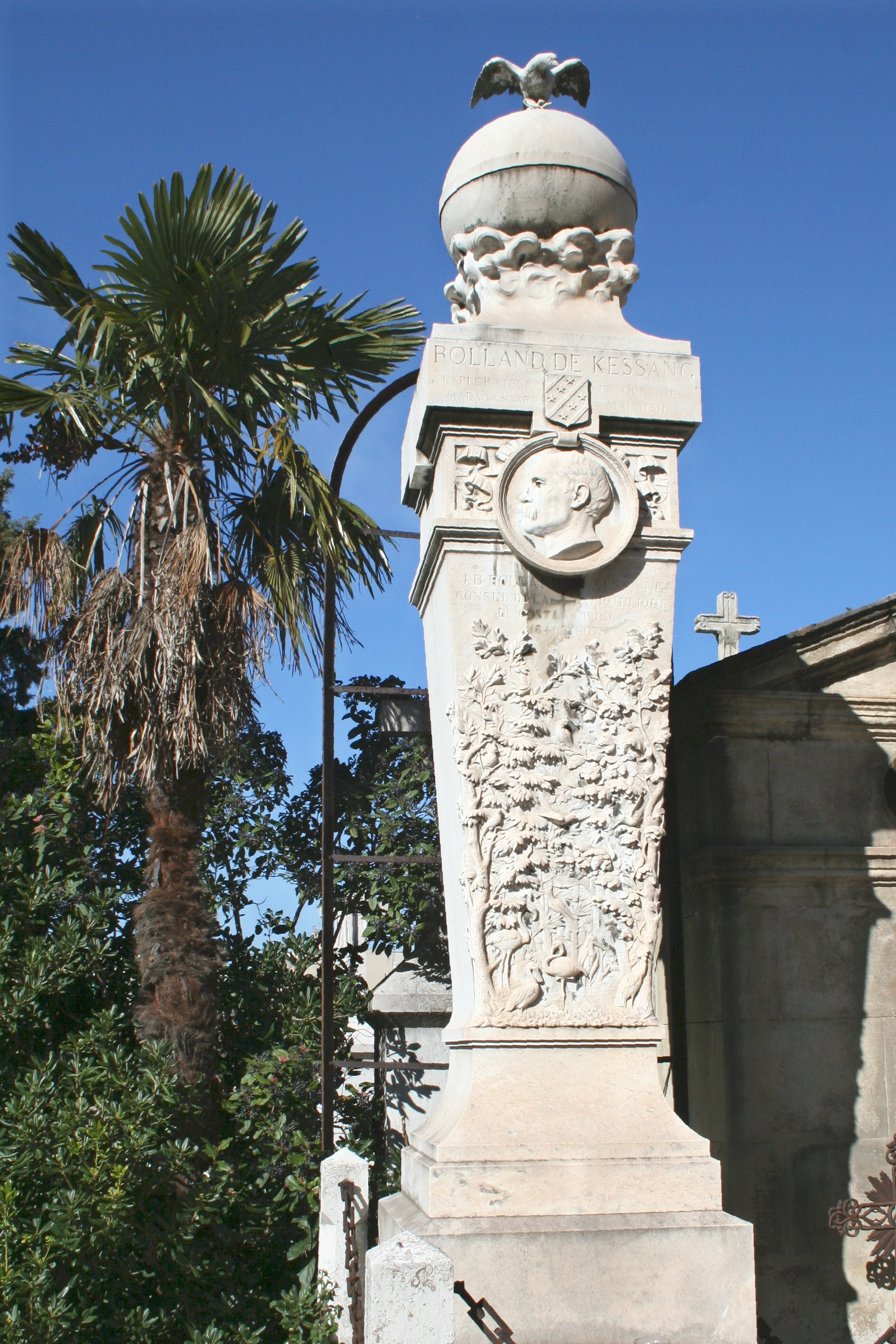
Tombe de Rolland de Kessang